# Xysticus bacurianensis
Xysticus bacurianensis là một loài nhện trong họ Thomisidae.
Loài này thuộc chi Xysticus. Xysticus bacurianensis được miêu tả năm 1971 bởi Mcheidze.